# II. Artabanosz pártus király
II. Artabanosz (pártus nyelven 𐭍𐭐𐭕𐭓; Ardawān; a régebbi irodalomban helytelenül III. Artabanosz) a Pártus Birodalom királya 12-től 38/41-ig (35-36-ban egyéves megszakítással). 
Az apja révén daha származású Artabanosz a pártus vazallus Média Atropaténé uralkodója volt, míg az I. Vonónész ellen fellázadó nemesség felhívására el nem űzte azt Parthia éléről. Vonónész ezután Örményország trónját szerezte meg és a rómaiak védelmét kérte, de Artabanosz kiegyezett Rómával és egy pontoszi herceggel lecseréltette riválisát.

## Származása
Neve eredetileg az az óperzsa Arta-bánu ("Arta dicsősége") görögös változata (Ἁρτάβανος). Pártus és középperzsa formája az Ardawān (𐭍𐭐𐭕𐭓).
Artabanosz nem az Arszakida dinasztia uralkodói ágából származott; apja egy daha fejedelem volt (valószínűleg a száz évvel korábban élt II. Mithridatész király leszármazottja), anyja pedig IV. Phraatész király lánya. Az i. e. 30-25 körül született Artabanosz a közép-ázsiai dahák között nevelkedett. Mikor felnőtt (IV. Phraatész uralkodásának kései szakaszában vagy V. Phraatész idején) a vazallus Média Atropaténé trónjára ültették; ennek részletei nem ismertek.
I. sz. 6-ban III. Oródész meggyilkolásával megürült a pártus trón. Az arisztokrácia (elsősorban a Karin és Szuren klánok) Augustus római császárt kérte, hogy adja ki a hosszú évek óta Rómában túszként élő Vonónészt, IV. Phraatész fiát. Trónra lépése után azonban a nemesség hamar elfordult Vonónésztől, annak római szokásai miatt. Fellázadtak ellene és Artabanoszt kiáltották ki királlyá. Vonónész az első csatában győzött ugyan, de aztán vereséget szenvedett és Örményországba menekült. Örményországban akkor éppen felkelők űzték a korábbi uralkodópárost és megválasztották Vonónészt királyukká.

## Uralkodása

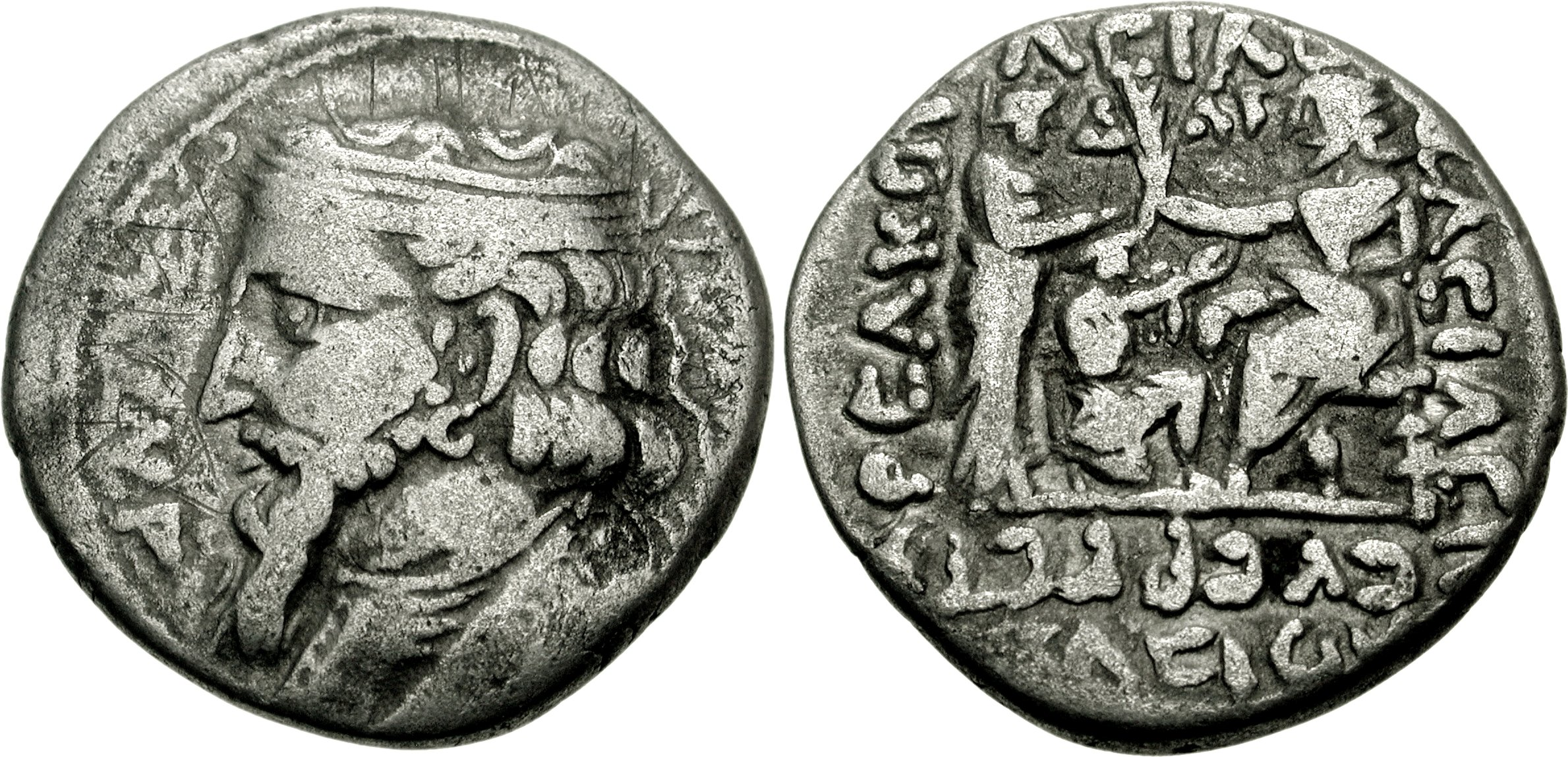
II. Artabanosz pénze

Artabanosz, immár a Pártus Birodalom királyként megpróbálta letaszítani Vonónészt az örmény trónról és saját fiát ültetni a helyére. Próbálkozása azonban Róma azonnali reakcióját váltotta ki, ugyanis Örményországot a rómaiak is saját érdekszférájukba tartozónak tekintették. Tiberius császár elküldte fogadott fiát, Germanicust, hogy akadályozza meg a térség pártus kezekbe kerülését. Artabanosz azonban nem akart háborút és kiegyezett Germanicusszal. A kompromisszumos megállapodás értelmében Vonónészt lemondatták és római házi őrizetbe került, az örmény trónt pedig egy pontoszi herceg, III. Artaxiasz kapta meg. A 18-ban az Eufrátesz határfolyó egyik szigetén megkötött szerződéssel Róma elismerte Artabanoszt Parthia legitim uralkodójának.

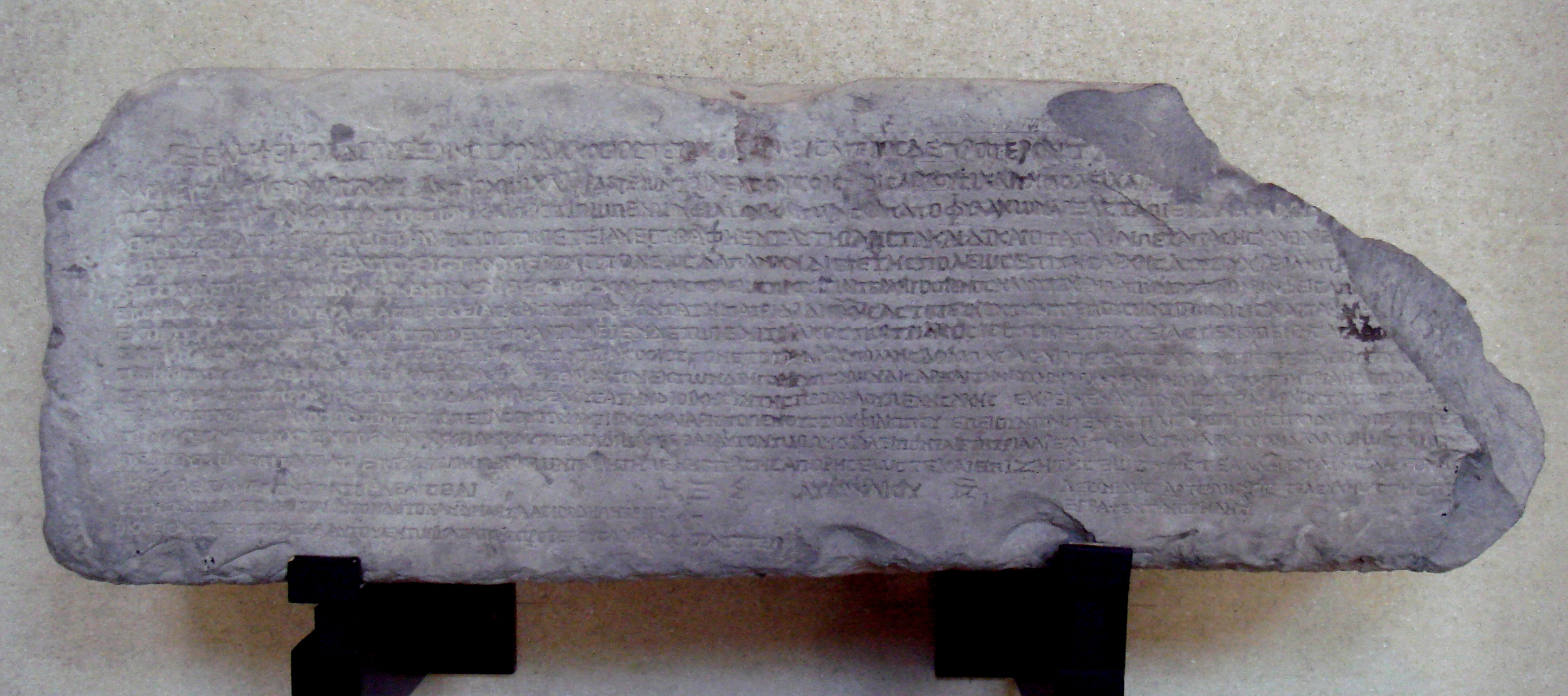
II. Artabanosz görög nyelvű levele Szúza lakosaihoz, utasítva őket egy bizonyos Hekateusz kincstárnokká való kinevezésére (Louvre).

Vonónész Szíriában helyezték el, majd Ciliciába költöztették, ahol a következő évben szökés közben őrei megölték. Halála és Artabanosz kikezdhetetlen hatalma megosztotta a pártus arisztokráciát, mert sokan ellenezték hogy az uralkodói dinasztia egy jelentéktelen ágából választottak királyt. I. sz. 19/20 körül a keleti provinciák (Szakasztán, Drangiana és Arakhószia) szatrapája, Gondopharész kikiáltotta a függetlenségét és megalapította az Indo-pártus királyságot. Önállóságát hangsúlyozva felvette a "királyok királya" és az "autokrátor" címeket is. Artabanosz vele sem háborúzott és megállapodott az indo-pártusokkal hogy nem avatkoznak Parthia ügyeibe. A következő éveket hatalma megszilárdításával töltötte. Északkeleten sikerült új dinasztiát ültetnie Hvárezm oázisvárosának élére.
34-ben meghalt III. Artaxiasz és Artabanosz ismét megpróbálta uralma alá hajtani Örményországot. Fiát, Arszakészt nagy sereggel az országba küldte, hogy foglalja el a trónt. A háború Rómával elkerülhetetlennek látszott. A feszült helyzetben az Artabanosz-ellenes nemesi klikk Tiberiushoz fordult, hogy biztosítson számukra megfelelő királyjelöltet IV. Phraatész Rómában élő leszármazottai közül. Tiberius Phraatész unokáját, III. Tiridatészt választotta és rábízta őt Lucius Vitellius szíriai helytartó (Vitellius császár apja) gondjaira. Vitellius ügyes katonai és diplomáciai nyomásgyakorlással teljes sikert ért el: a pártus nemesség elpártolt Artabanosztól, ő pedig keletre menekült.
III. Tiridatészt azonban sokan római bábnak tekintették és a 36-ban Artabanosz is visszatért egy szkítákkal és dahákkal megerősített nagy sereg élén. Tiridatész Szíriába menekült, de Artabanosz sem érezte magát elég erősnek egy Róma elleni háborúhoz és 37-ben megállapodott Vitelliusszal, miszerint feladja Örményországra vonatkozó terveit. Röviddel később egy bizonyos Kinnamosz (Cinnamus) által vezetett felkelők ismét elűzték Artabanoszt, aki vazallusánál, II. Izatész adiabénéi királynál keresett menedéket. Izatész közvetítésével a felkelők közkegyelemért cserébe letették a fegyvert és Artabanész visszakapta a trónját. Nem sokkal ezután meghalt és fia, I. Vardanész követte, akinek uralkodása még apjáénál is viharosabbnak bizonyult.
II. Artabanosznak négy fia ismert: I. Arszakész örmény király, Oródész örmény király, Artabanosz, I. Vardanész pártus király és a feltehetően adoptált II. Gotarzész, Vardanész politikai ellenfele. 
A mandeus felekezet hagyománya szerint egy Artabanosz nevű király (valószínűleg II. Artabanosz) segített nekik elmenekülni a jeruzsálemi üldöztetés elől és letelepedni Médiában.

## Fordítás
- Ez a szócikk részben vagy egészben  az   Artabanus II of Parthia című angol Wikipédia-szócikk ezen változatának fordításán alapul.  Az eredeti cikk szerkesztőit annak laptörténete sorolja fel. Ez a jelzés csupán a megfogalmazás eredetét és a szerzői jogokat jelzi, nem szolgál a cikkben szereplő információk forrásmegjelöléseként.

| Előző uralkodó: I. Vonónész III. Tiridatész (ellenkirály) | Pártus király 12 – 38/41 | Következő uralkodó: I. Vardanész |